# Rushville (Nebraska)
Rushville je grad u američkoj saveznoj državi Nebraska. Prema popisu stanovništva iz 2010. u njemu je živjelo 890 stanovnika.